# Palácio Pamphilj

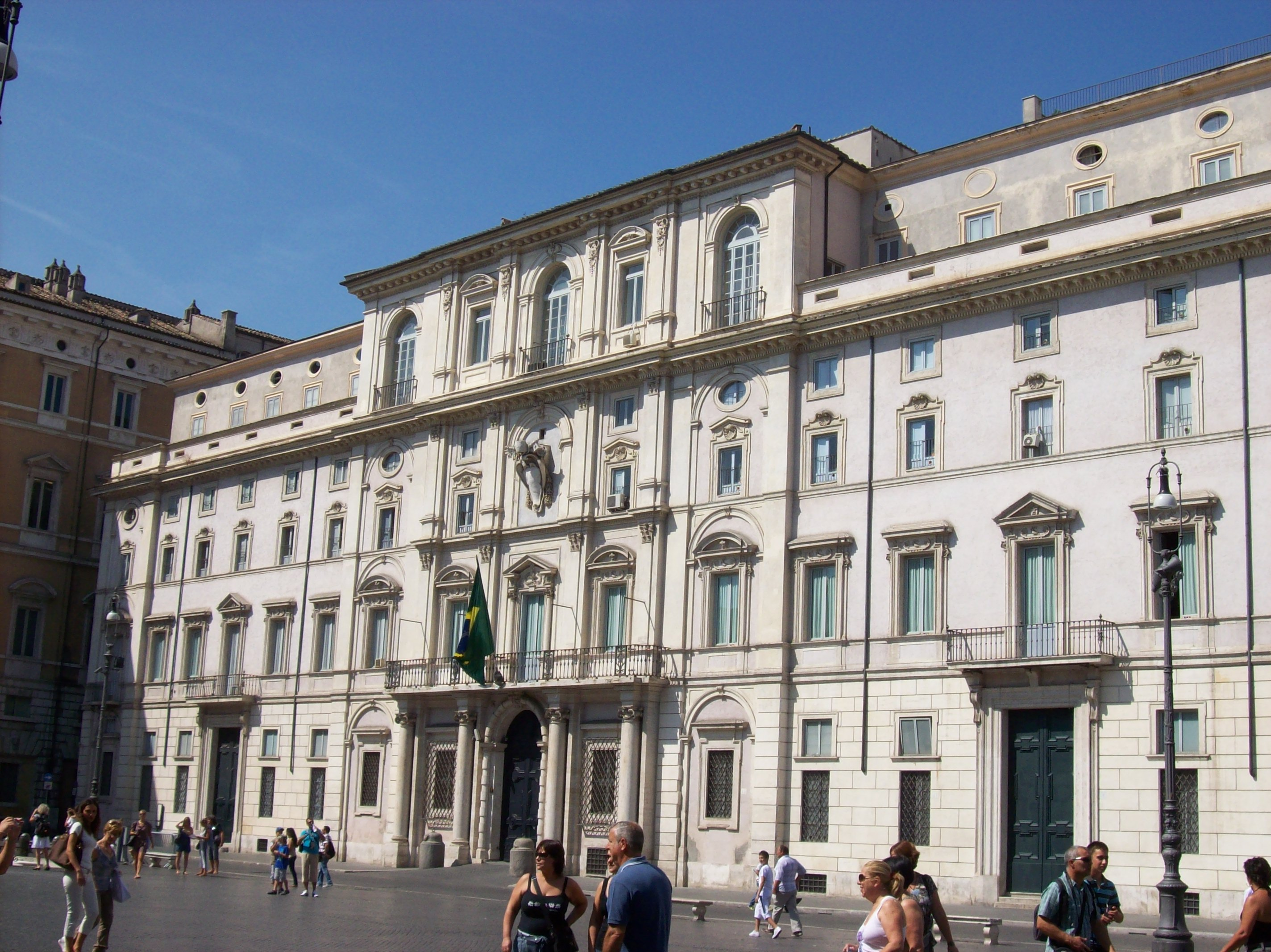
Fachada do palácio.

Palazzo Pamphilj ou Palazzo Pamphili  é um palácio barroco localizado na Piazza Navona, no rione Parione de Roma, construído entre 1644 e 1650. Desde 1920, é a sede da embaixada brasileira na Itália ,e em 1964, tornou-se propriedade da República Federativa do Brasil após uma negociação conduzida pelo então embaixador Hugo Gouthier de Oliveira Gondim.
Em 2000, o palácio foi pintado com a cor que ele tinha no século XVIII.

## História
O palácio original foi construído em 1630 no lugar de uma série de casas pertencentes à poderosa família Pamphilj, ao estilo arquitectónico tardo-renascentista. Porém, quando Giovanni Battista Pamphilj se tornou papa, em 1644, como Inocêncio X, a família decidiu que o palácio não era suficiente para o seu crescente prestígio e iniciou a construção de um novo e mais imponente palácio. O arquitecto escolhido foi Girolamo Rainaldi. O novo projecto englobou alguns prédios vizinhos, incluindo o anterior palácio dos Pamphilij, cuja decoração por Agostino Tassi foi parcialmente preservada, o Palazzo Cybo e o palácio dos Mellini.

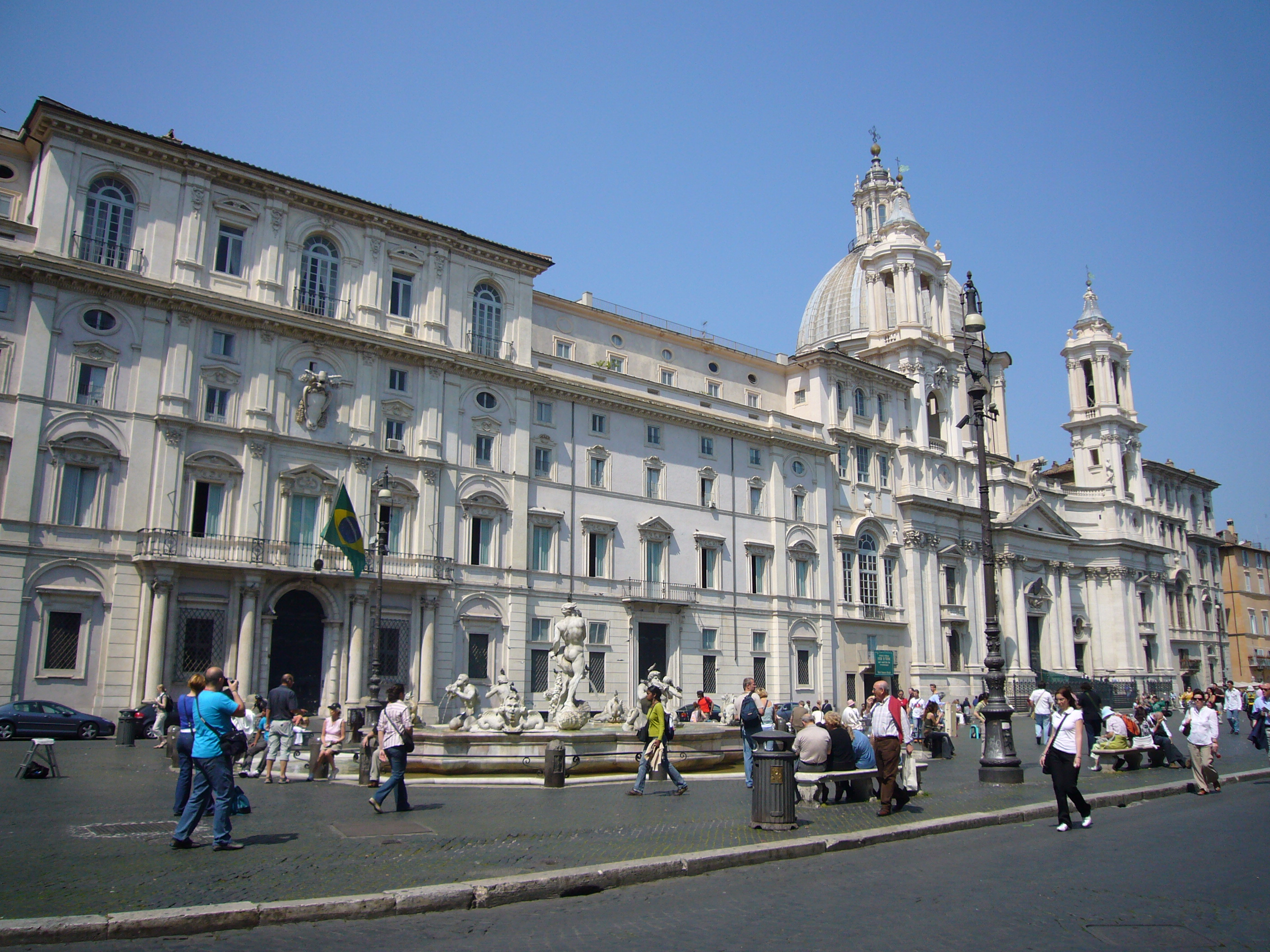
Vista parcial da fachada do palácio. À direita, a igreja de Sant'Agnese in Agone.

No interior há três pátios. A entrada é particularmente alta e luminosa: o piso nobre tem vinte e três salas afrescadas por artistas famosos, tais como Giacinto Gimignani, Gaspard Dughet, Andrea Camassei, Giacinto Brandi, Francesco Allegrini e Pier Francesco Mola. O pintor barroco Pietro de Cortona, pintou a longa galeria, entre 1651 e 1654, projectada por Francesco Borromini, com a "História de Eneias".
Em seguida, o novo palácio tornou-se na residência da cunhada de Inocêncio X, a viúva Olimpia Maidalchini, que era a sua confidente e conselheira. Era muito impopular e suspeitava-se que seria amante do papa. Olimpia, chamada pelo Pasquino de "La Pimpaccia de Piazza Navona", era mãe de Camillo Pamphilj, cardeal-sobrinho, que se casou com Olimpia Aldobrandini. A esposa trouxe como dote a propriedade do Palazzo Aldobrandini, agora conhecido como Palazzo Doria Pamphilj (onde está instalada a famosa Galeria Doria Pamphilj), cuja entrada se dá pela Piazza del Collegio Romano e está de frente para a Via del Corso.  Quando os Pamphilj se instalaram nesta nova residência, o palácio na Piazza Navona foi desocupado pela família e alugado, entre outros, à Accademia Filarmonica Romana.
Com alguma confusão até a unificação dos sobrenomes Doria e Pamphilj, ambos os palácios eram conhecidos como Palazzo Pamphilj ou, no caso do actual Palazzo Doria Pamphilj, por vezes como "Palazzo Panfílio". Existe ainda um outro Palazzo Doria-Pamphilj, uma residência de verão em Valmontone.

## Descrição

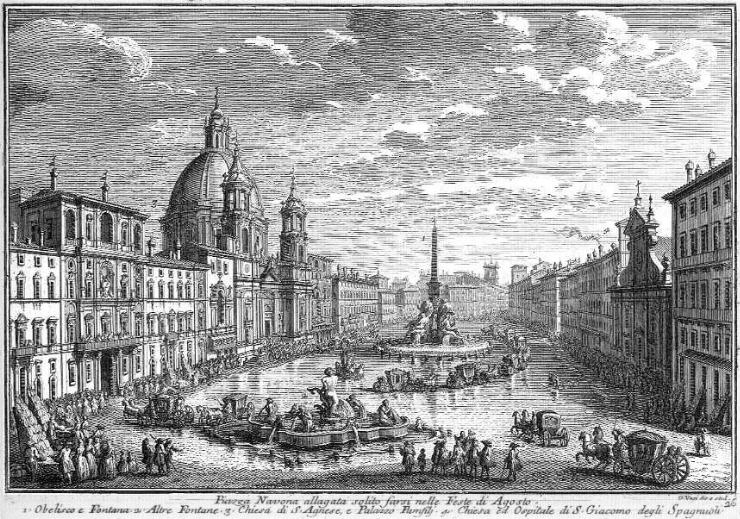
Gravura de Giuseppe Vasi (1752) da Piazza Navona com o Palazzo Pamphilj à esquerda. Compare com a foto acima.

O imponente palácio é constituído por um corpo central, pontuado por pilastras e arcos cegos, com uma varanda central no piso nobre apoiada por quatro colunas acima do portal em arco de cantaria. No primeiro andar estão janelas com tímpanos ovais e triangulares alternados, no segundo, janelas encimadas por conchas e dominadas pelas pequenas janelas do mezanino com o grande brasão dos Pamphilj no centro, composto por três lírios acima de uma pomba com um ramo de oliveira no bico. Acima do beiral está uma grandiosa lógia com três arcadas e duas janelas. Ao lado do corpo central estão dois edifícios iguais com três andares cada um, com dois portais emoldurados e encimados por uma pequena varanda.